# Forêts mixtes des monts Changbai
Localisation
Les forêts mixtes des monts Changbai forment une écorégion terrestre définie par le Fonds mondial pour la nature (WWF), qui appartient au biome des forêts de feuillus et forêts mixtes tempérées de l'écozone paléarctique. Elle s'étend sur les zones les plus élevées du nord de la péninsule coréenne et du sud-est de la Mandchourie et est totalement encerclée par l'écorégion des forêts mixtes de Mandchourie qui couvre les collines environnantes. Les arbres à feuilles caduques y côtoient les conifères dans une région où la nature est relativement bien préservée à cause de son isolement et de la rudesse de ses hivers.
Le climat est continental humide avec sécheresse hivernale (Dwb selon la classification de Köppen) : à Samjiyon (1345 mètres d'altitude), la température moyenne oscille entre –17 °C en janvier et +17 °C en juillet ; les précipitations atteignent les 845 mm, les deux tiers tombant entre mai et aout.

## Flore

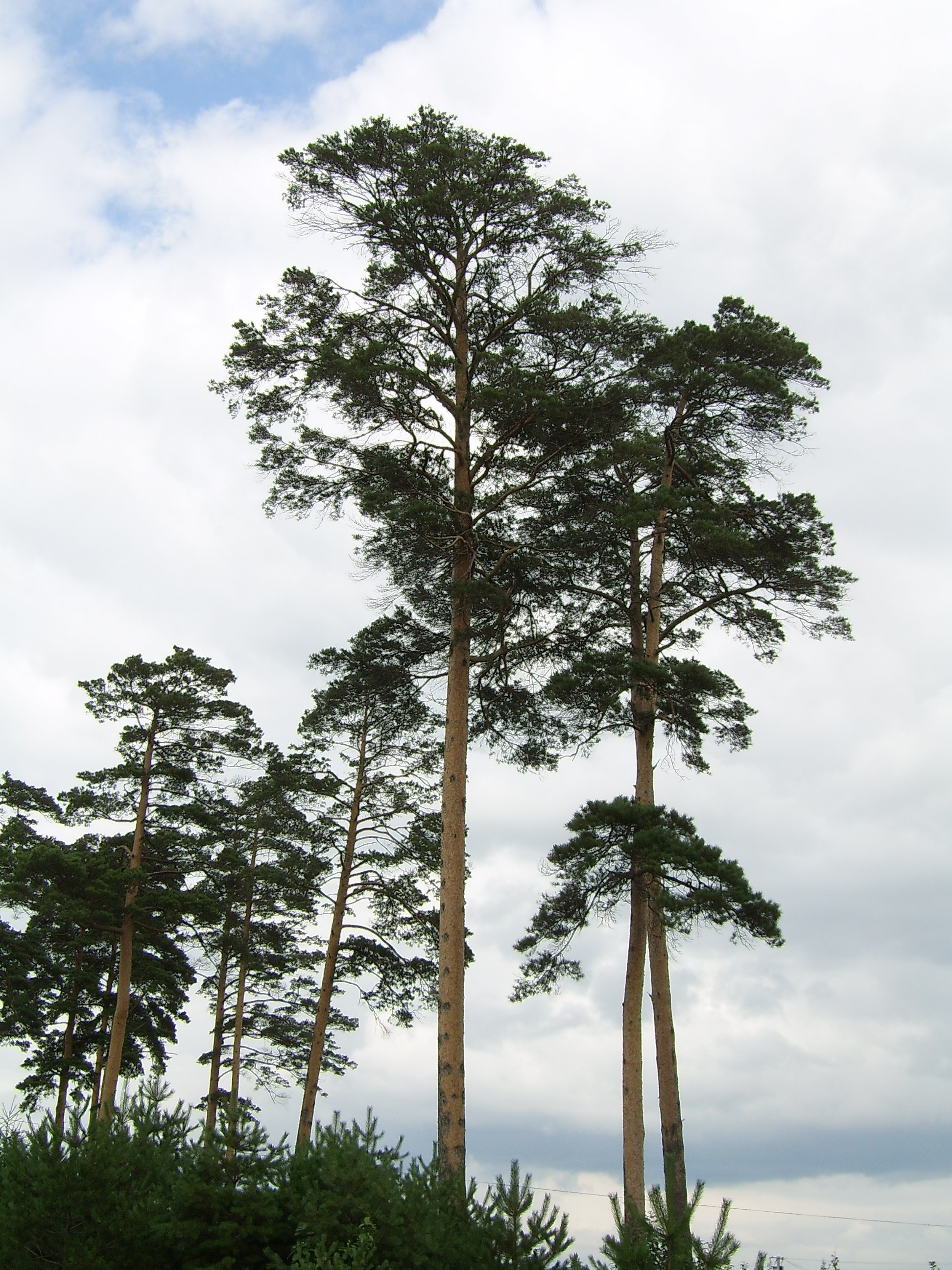
Pins dans le massif du mont Changbai

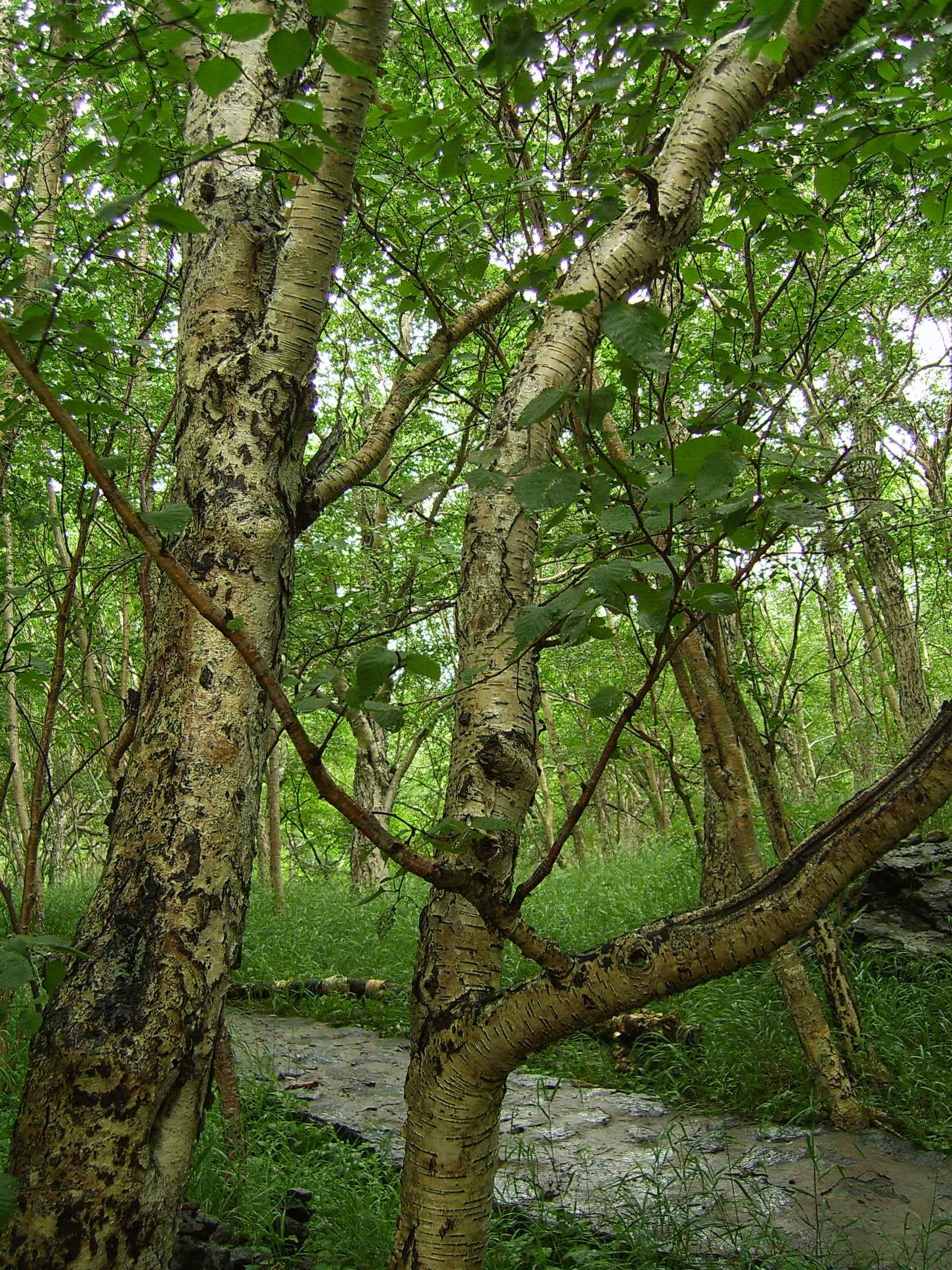
Bouleaux de Mandchourie dans les monts Changbai

Les forêts de cette zone sont les plus riches du Nord-est de la Chine. Elles s'étagent en fonction de l'altitude depuis les zones tempérées des fonds de vallées jusqu'au toundras des sommets.
En dessous de 1100 mètres d'altitude, les conifères se mélangent aux feuillus dans une association similaire à celle des forêts mixtes de Mandchourie. Les conifères sont  essentiellement représentés par le sapin de Mandchourie, les pins de Corée et rouge du Japon ainsi que l'if du Japon. Les feuillus sont représentés par le chêne de Mongolie,  le tilleul de Sibérie, le frêne de Mandchourie et le bouleau d'Erman ainsi que des plantes plutôt subtropicales telles que les kiwis et l'aristoloche. Les sous-bois présentent des plantes ayant une importance économique à cause de leur vertus médicinales comme le ginseng, l'asaret et la gastrodia.
Entre 1100 et 1900 m s'étend la zone des conifères sombres. Recouverte de mousse, elle accueille un nombre particulièrement important de plantes et de fougères. La forêt se compose d'épicéa du Japon et de Sibérie, de sapin de Khinghan et de mélèze de Dahurie ainsi que d'érable (Acer ukurunduense), de bouleau (Betula costata), de sorbier (Sorbus pohuashanensis) et de  peuplier (Populus ussuriensis).

## Protection
- Réserve naturelle du massif du Changbai, plus grande réserve de Chine.